# Geovanny Nazareno
Geovanny Nazareno (n. Nueva Loja, Ecuador; 17 de enero de 1988) es un futbolista ecuatoriano. Juega de defensa y su equipo actual es Exapromo Costa FC de la Segunda Categoría de Ecuador.

## Trayectoria

### Inicios
Nazareno comenzó su carrera deportiva en el Club Deportivo Caribe Junior. Fue observado por empresarios del Barcelona Sporting Club y lo negociaron para que sea parte del club. 

### Deportivo Quito
En la temporada 2008, Nazareno fue cedido al Deportivo Quito, jugó la Copa Sudamericana 2008 y la Copa Pilsener 2008 con ellos. Sin embargo, a mediados de noviembre, Nazareno habría firmado dos contratos con el Deportivo Quito y Barcelona, fue enviado de vuelta al Barcelona club quien poseía sus derechos federativos. Anotó su primer gol con Barcelona en la victoria por 5-0 contra Liga Deportiva Universitaria de Portoviejo. En 2010 se destacó con la camiseta de Barcelona lo que le llevó a ser destacado por la presa y la afición como el mejor lateral zurdo de ecuador.

### Barcelona
Para el 2011 Barcelona y Universidad Católica disputaron los derechos deportivos de Nazareno ya que la pasada directiva de Barcelona precedida por Eduardo Maruri había cedido los derechos deportivos del jugador a Universidad Católica por deudas pendientes, lo cual obligó a Barcelona adquirir nuevamente los derechos deportivos del jugador pagando 1 millón de dólares. Pese a eso Nazareno cumplió un gran semestre con la camiseta del cuadro canario lo que le llevó a ser convocado para la Copa América, lamentablemente a mitad de temporada fue suspendido por dopaje. En 2012 a pesar de estar suspendido por parte de la FIFA, fue premiado como Campeón Ecuatoriano recibiendo la medalla de Campeón por parte de la FEF.

#### Suspensión
El 12 de octubre de 2011 Geovanny Nazareno recibió una suspensión por dopaje de parte de la FIFA donde se los suspendía Temporalmente ya que durante la Copa América de ese año el jugador había ingerido sustancias para aumentar su masa muscular, a inicios del 2012 su club el Barcelona de Guayaquil presentó una impugnación a la Conmebol para que le realicen nuevamente exámenes para verificar si realmente se había dopado, el jugador viajó a Brasil para realizarse los exámenes confirmándose así que el jugador realmente se había dopado.
Luego de esperar 8 meses para confirmar la sanción de Gio Nazareno, finalmente la Conmebol da un dictamen que el jugador sería suspendido por 16 meses quedándole tan solo 8 ya que el jugador ya cumplió la mitad de la sanción que comenzó desde octubre. Geovanny Nazareno podrá actuar en el fútbol profesional el 2 de febrero de 2013 día que termina la sanción. Su último partido y gol marcado de manera oficial había sido el 20 de agosto de 2011 ante el Imbabura Sporting Club.

#### Regresó a las Canchas
Finalmente el 1 de febrero de 2013 Nazareno cumple con su suspensión por lo que podrá ser tomado en cuenta desde el 2 de febrero del mismo año por el entrenador de Barcelona Gustavo Costas para partidos oficiales. Marco su regreso de manera oficial el 8 de febrero ante Liga de Loja donde Nazareno fue el mejor jugador de Barcelona y uno de los mejores del partido.

### Mineros de Zacatecas
Giovanny Nazareno, viajó el 17 de junio hasta territorio mexicano. Este jugador fue adquiridos por el Grupo Pachuca y se desplazó a territorio azteca para finiquitar el vínculo. Confirmándose la llegada de Nazareno, en el Club Deportivo Mineros de Zacatecas de México.

### Club Sport Emelec
El 13 de febrero de 2016 sin especulación alguna es fichado por el elenco millonario en reemplazo de John Narváez, ya que el club azul adquirió sus derechos deportivos del club Mineros de Zacatecas del ascenso de México. Viajó directamente a Argentina a unirse a la pretemporada con el resto del club. En el cuadro tricampeón compartió a su antiguo compañero en Barcelona, Hólger Matamoros, y además tuvo una dura competencia por ganarse el rol titular con Óscar Bagüí, Diego Corozo y Byron Mina por el puesto de lateral. También tras su paso por el equipo azul, se convirtió en uno de los varios jugadores que han podido vestir los colores de ambos equipos del astillero.

## Selección nacional
Ha sido internacional con la selección de Ecuador, su debut fue contra México el 12 de noviembre de 2008. Ha sido convocado constantemente a la selección de Ecuador, jugando inclusive la Copa América Argentina 2011.

### Participaciones en Copa América
| Copa              | Sede      | Resultado    | Partidos | Goles |
| ----------------- | --------- | ------------ | -------- | ----- |
| Copa América 2011 | Argentina | Primera fase | 1        | 0     |

### Eliminatorias mundialistas
| Competición                                | Sede      | Resultado   | PJ | Goles |
| ------------------------------------------ | --------- | ----------- | -- | ----- |
| Clasificación para la Copa Mundial de 2010 | Sudáfrica | Sexto lugar | 3  | 0     |

## Estadísticas
En la tabla se detallan los goles y partidos jugados en las distintas competiciones nacionales e internacionales:

### Clubes
Actualizado de acuerdo al último partido jugado el 18 de agosto de 2023.
| Partidos                       | Goles   | Partidos | Goles | Partidos | Goles | Partidos | Goles |     |    |
| Barcelona S. C. Ecuador        | 2005    | 31       | 4     | -        | -     | -        | -     | 31  | 4  |
| Barcelona S. C. Ecuador        | 2006    | 32       | 6     | -        | -     | -        | -     | 32  | 6  |
| Barcelona S. C. Ecuador        | 2007    | 38       | 7     | -        | -     | -        | -     | 38  | 7  |
| Barcelona S. C. Ecuador        | Total   | 101      | 17    | -        | -     | -        | -     | 101 | 17 |
| Deportivo Quito Ecuador        | 2008    | 28       | 3     | -        | -     | 4        | 0     | 32  | 3  |
| Deportivo Quito Ecuador        | Total   | 28       | 3     | -        | -     | 4        | 0     | 32  | 3  |
| Barcelona S. C. Ecuador        | 2009    | 25       | 1     | -        | -     | -        | -     | 25  | 1  |
| Barcelona S. C. Ecuador        | 2010    | 39       | 2     | -        | -     | 4        | 0     | 43  | 2  |
| Barcelona S. C. Ecuador        | 2011    | 29       | 1     | -        | -     | -        | -     | 29  | 1  |
| Barcelona S. C. Ecuador        | 2012    | -        | -     | -        | -     | -        | -     | -   | -  |
| Barcelona S. C. Ecuador        | 2013    | 30       | 0     | -        | -     | 4        | 0     | 34  | 0  |
| Barcelona S. C. Ecuador        | 2014    | 33       | 2     | -        | -     | 4        | 0     | 37  | 2  |
| Barcelona S. C. Ecuador        | 2015    | 18       | 0     | -        | -     | 5        | 0     | 23  | 0  |
| Barcelona S. C. Ecuador        | Total   | 174      | 6     | -        | -     | 17       | 0     | 191 | 6  |
| Mineros de Zacatecas México    | 2015-16 | 19       | 0     | -        | -     | -        | -     | 19  | 0  |
| Mineros de Zacatecas México    | Total   | 19       | 0     | -        | -     | -        | -     | 19  | 0  |
| Emelec Ecuador                 | 2016    | 8        | 0     | -        | -     | 2        | 0     | 10  | 0  |
| Emelec Ecuador                 | Total   | 8        | 0     | -        | -     | 2        | 0     | 10  | 0  |
| Delfín S. C. Ecuador           | 2017    | 42       | 1     | -        | -     | -        | -     | 42  | 1  |
| Delfín S. C. Ecuador           | 2018    | 40       | 2     | -        | -     | 5        | 0     | 45  | 2  |
| Delfín S. C. Ecuador           | 2019    | 34       | 0     | -        | -     | 4        | 0     | 38  | 0  |
| Delfín S. C. Ecuador           | 2020    | 19       | 0     | 1        | 0     | 6        | 0     | 26  | 0  |
| Delfín S. C. Ecuador           | Total   | 135      | 3     | 1        | 0     | 15       | 0     | 151 | 3  |
| Deportivo Cuenca · Ecuador     | 2021    | 15       | 0     | -        | -     | -        | -     | 15  | 0  |
| Deportivo Cuenca · Ecuador     | Total   | 15       | 0     | -        | -     | -        | -     | 15  | 0  |
| 9 de Octubre F. C. · Ecuador   | 2022    | 22       | 1     | 4        | 0     | 6        | 0     | 32  | 1  |
| 9 de Octubre F. C. · Ecuador   | Total   | 22       | 1     | 4        | 0     | 6        | 0     | 32  | 1  |
| Atlético Samborondón · Ecuador | 2023    | 2        | 0     | 0        | 0     | 0        | 0     | 2   | 0  |
| Atlético Samborondón · Ecuador | Total   | 2        | 0     | 0        | 0     | 0        | 0     | 2   | 0  |
| Total                          | Total   | 504      | 30    | 5        | 0     | 44       | 0     | 553 | 30 |

Fuente: ESPN y Footballdatabase.eu

## Palmarés

### Campeonatos nacionales
| Título              | Club            | País    | Año  |
| ------------------- | --------------- | ------- | ---- |
| Campeonato Nacional | Deportivo Quito | Ecuador | 2008 |
| Campeonato Nacional | Barcelona S. C. | Ecuador | 2012 |
| Serie A de Ecuador  | Delfín S. C.    | Ecuador | 2019 |

### Distinciones individuales
| Distinción                               | Año  |
| ---------------------------------------- | ---- |
| Mejor defensa del Campeonato Ecuatoriano | 2008 |
| 11 ideal del Campeonato Ecuatoriano 2008 | 2008 |
| Mejor defensa del Campeonato Ecuatoriano | 2012 |
| 11 ideal del Campeonato Ecuatoriano 2012 | 2012 |